# Nouvelle Vague (film 2025)
Nouvelle Vague è un film del 2025 diretto da Richard Linklater.
È stato presentato in concorso al 78º Festival di Cannes.

## Trama
Parigi, 1959. Rimasto indietro rispetto ai suoi colleghi dei Cahiers du cinéma Truffaut, Chabrol, Rivette e Rohmer, ognuno dei quali ha almeno un film alle spalle, il ventinovenne critico Jean-Luc Godard si butta a capofitto nel suo esordio da regista, Fino all'ultimo respiro.

## Produzione
Per ricreare le riprese della scena di Fino all'ultimo respiro dove Jean Seberg vende il New York Herald Tribune sull'avenue des Champs-Élysées sono stati richiesti oltre 300 interventi di effetti visivi, a causa dei cambiamenti alla topografia della città avvenuti dal 1959 al 2024.

## Promozione
Il teaser trailer del film è stato pubblicato online il 17 maggio 2025.

## Distribuzione
Il film è stato presentato in anteprima il 17 maggio 2025 al 78º Festival di Cannes. Sarà distribuito nelle sale cinematografiche francesi a partire dall'8 ottobre 2025.

## Accoglienza
Il film è stato accolto entusiasticamente a Cannes, con un'ovazione tra i 6½ e 11 minuti al termine della sua proiezione. Le principali riviste si sono trovate concordi nel promuoverlo, ma hanno espresso delle riserve verso la decisione di fare un film narrativamente lineare, convenzionale nello stile e realizzato con grande dispiego di mezzi su di un film, e un movimento cinematografico, agli antipodi. In Italia, il critico cinematografico Simone Emiliani su Sentieri Selvaggi scrive che "Nouvelle Vague contagia per il suo entusiasmo, la semplicità della narrazione ma riesce anche ad andare a fondo nel pensiero-cinema sia di Godard sia di tutto il movimento"; Teo Youssoufian su CineFacts.it esalta l'opera scrivendo che "è un’esplosione controllata filologica nel dettaglio, ma per nulla museale; è Cinema sul Cinema, ma soprattutto è un invito gioioso a ricordare che l’arte – anche quella più iconoclasta – nasce da tentativi, errori, sogni e ostinazione.", mentre Andrea Bellavita su Cineforum trova che "la grazia, e il piacere, del film è quella di raccontare quella Storia esattamente come i cinefili vorrebbero che fosse andata: la redazione dei «Cahiers» come una cerchia eletta di spiriti purissimi, i critici amici, mai gelosi delle reciproche fortune".

## Riconoscimenti
- 2025 – Festival di Cannes
  - In concorso per la Palma d'oro